# Pseudophoxinus drusensis
Pseudophoxinus drusensis är en fiskart som först beskrevs av Jacques Pellegrin, 1933.  Pseudophoxinus drusensis ingår i släktet Pseudophoxinus och familjen karpfiskar. IUCN kategoriserar arten globalt som starkt hotad. Inga underarter finns listade i Catalogue of Life.